# Dido (Schiff, 1940)
HMS Dido war ein Leichter Kreuzer der Dido-Klasse der britischen Royal Navy und während des Zweiten Weltkriegs im Einsatz. Obwohl die Dido der Klasse ihren Namen gab, lief sie erst als sechstes Schiff der Klasse am 15. Juli 1939 vom Stapel und kam dann als drittes Schiff der Klasse zusammen mit dem Schwesterschiff Phoebe am 30. September 1940 in den Dienst der Royal Navy.
Die Dido wurde während des Krieges meist im Mittelmeer eingesetzt und erwarb zehn battle honours. Bei Kriegsende eskortierte sie nach der deutschen Kapitulation im Mai 1945 die verbliebenen deutschen Kreuzer (Prinz Eugen und Nürnberg) von Kopenhagen nach Wilhelmshaven.

Seit 1947 befand sich der nochmals in Stand gesetzte Kreuzer in der Reserve. Von 1952 bis 1956 war die Dido Flaggschiff der Reserveflotte in Portsmouth, ohne wieder in den aktiven Dienst zu kommen. Im Juli 1956 begann der Abbruch des Kreuzers.

## Bau
Die Dido wurde auf der Werft von Cammell Laird in Birkenhead gebaut.

## Einsätze

### Zweiter Weltkrieg
Nach der Indienststellung Anfang November 1940 wurde die Dido mit der 15. Kreuzerflottille auf eine Blockademission in die Biskaya geschickt, um dort Angriffe des deutschen Panzerschiffs Admiral Scheer zu verhindern. Im März 1941 sicherte sie ein erfolgreiches Kommandounternehmen auf den Lofoten ab (Operation Claymore).

#### Mittelmeer
Im April 1941 wurde die Dido als Verstärkung der Flottenbasis in Alexandria ins Mittelmeer abkommandiert. Im Mai begleitete sie Konvois von Alexandria nach Malta. Am 29. des Monats wurden die Dido und der Kreuzer Orion durch deutsche Bomben schwer beschädigt, nachdem sie während des britischen Rückzugs von Kreta bei Sfakia und Heraklion Truppen an Bord genommen hatten. Im Juni wurde sie der Streitmacht von Konteradmiral Halifax zugeteilt, der den Hafen von Assab im heutigen Eritrea einnehmen sollte.
Im Juli 1941 befand sich der Kreuzer zu Reparaturen in den Docks von Simonstown und des Hafens Durban in Südafrika. Am 15. August setzte er Kurs auf die USA, wo er im Brooklyn Navy Yard neu ausgerüstet wurde. Im Dezember 1941 war die Dido zurück im Mittelmeer und nahm ihre Aufgaben als Schutz für die Malta-Konvois wieder auf.
Es folgten bis April 1943 diverse Einsätze im Mittelmeer. Danach ging die Dido zurück nach Großbritannien, um sich dringend notwendigen Reparaturen und einer Neuausrüstung zu unterziehen. Dabei wurde neben einer Verstärkung der Flugabwehrbewaffnung das 102-mm-Geschütz durch einen fünften 133-mm-Zwillingsturm ersetzt. Ab Juli war sie dann zurück und unterstützte bis September die alliierte Invasion von Sizilien (Operation Husky).

#### Arktis
Im Oktober 1944 wurde die Dido in den Arktischen Ozean gesandt, um Nordmeergeleitzüge in die Sowjetunion zu eskortieren. Während des Novembers übernahm sie den Schutz für den Flugzeugträger  Implacable während eines Angriffs auf einen deutschen Konvoi. Nach der deutschen Kapitulation im Mai 1945 eskortierte sie die deutschen Kreuzer Prinz Eugen und Nürnberg von Kopenhagen nach Wilhelmshaven.

### Nachkriegszeit
Von März bis August 1946 erhielt die Dido ihre letzte Modernisierung, wobei sie ihren fünften 133-mm-Zwillingsturm behielt. Obwohl noch durchaus modern wurde diese Kreuzerklasse für zu beengt und instabil gehalten, um grundlegend modernisiert zu werden. Im September wurde sie nach dem Abschluss der Arbeiten der 2. Kreuzerflottille zugeteilt. Im Oktober 1947 wurde sie als Reserve in Gare Loch stationiert und 1951 der Reserveflotte in Portsmouth überstellt. Im November 1956 wurden die Dido und ihr Schwesterschiff HMS Cleopatra, die bis zu diesem Zeitpunkt als Flaggschiffe der Reserveflotte gedient hatten, durch das Schlachtschiff HMS Vanguard ersetzt.

## Verbleib
Ab 16. Juli 1956 wurde die Dido schließlich durch die Firma Thomas W. Ward Ltd. in Barrow-in-Furness, Cumbria, England abgewrackt.